# Ридхаузен
Ридхаузен (нем. Riedhausen) — община в Германии, в земле Баден-Вюртемберг. 
Подчиняется административному округу Тюбинген. Входит в состав района Равенсбург. Подчиняется управлению Альтсхаузен.  Население составляет 637 человек (на 31 декабря 2010 года). Занимает площадь 8,42 км².

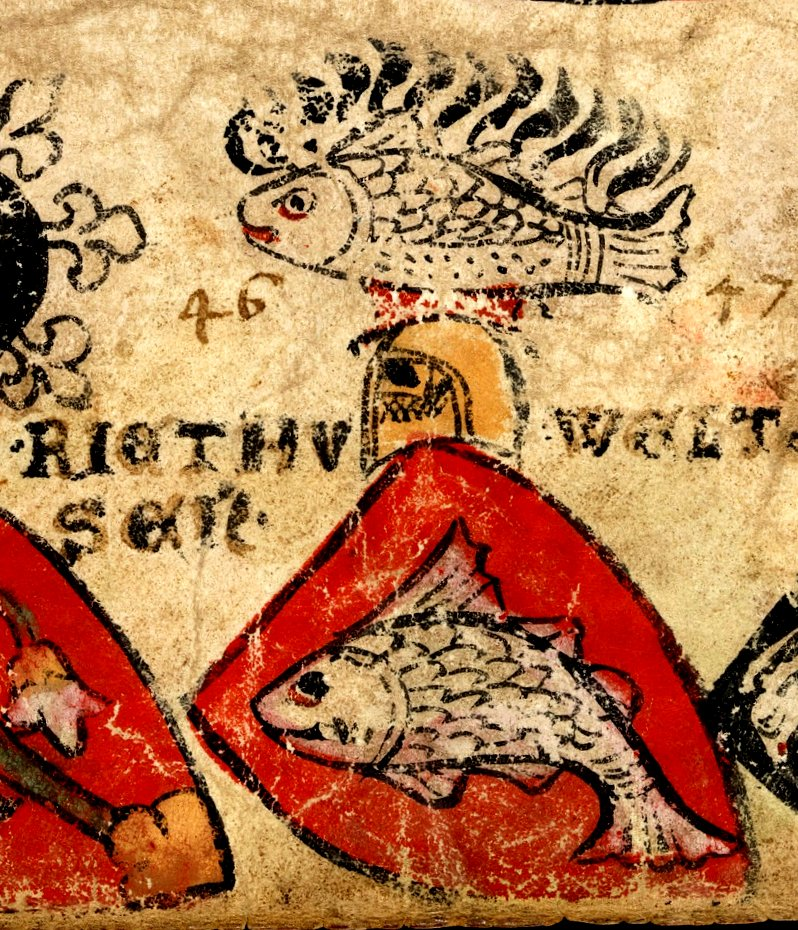
Ридхаузен